# Millersville (Tennessee)
Millersville és una població dels Estats Units a l'estat de Tennessee. Segons el cens del 2000 tenia 5.308 habitants.

## Demografia
Segons el cens del 2000, Millersville tenia 5.308 habitants, 1.990 habitatges, i 1.484 famílies. La densitat de població era de 151,8 habitants/km².
Dels 1.990 habitatges en un 38,5% hi vivien nens de menys de 18 anys, en un 58% hi vivien parelles casades, en un 11,1% dones solteres, i en un 25,4% no eren unitats familiars. En el 19,1% dels habitatges hi vivien persones soles el 3,6% de les quals corresponia a persones de 65 anys o més que vivien soles. El nombre mitjà de persones vivint en cada habitatge era de 2,66 i el nombre mitjà de persones que vivien en cada família era de 3,02.
Per edats la població es repartia de la següent manera: un 27,9% tenia menys de 18 anys, un 9,1% entre 18 i 24, un 36,4% entre 25 i 44, un 20,2% de 45 a 60 i un 6,4% 65 anys o més.
L'edat mediana era de 32 anys. Per cada 100 dones de 18 o més anys hi havia 98,9 homes.
La renda mediana per habitatge era de 40.840 $ i la renda mediana per família de 47.868 $. Els homes tenien una renda mediana de 31.013 $ mentre que les dones 24.057 $. La renda per capita de la població era de 17.764 $. Entorn del 9,9% de les famílies i l'11,8% de la població estaven per davall del llindar de pobresa.

## Poblacions més properes
El següent diagrama mostra les poblacions més properes.